# Vijfstrepige palmeekhoorn
De vijfstrepige palmeekhoorn (Funambulus pennantii) is een eekhoorn uit het geslacht Funambulus die voorkomt van Zuidoost-Iran tot Nepal en Midden-India. De soort is geïntroduceerd op de Andamanen en in de omgeving van Perth in Australië. Een eveneens geïntroduceerde populatie in Sydney is waarschijnlijk uitgestorven. Het is de enige soort van het ondergeslacht Prasadsciurus.
De rug is grijsbruin op vijf witte en vier roodbruine strepen in het midden na. Die strepen lopen door het gezicht op. De buik is wit. De oren zijn grijs. De staart is grijs en wordt donkerder naar de punt toe. De voeten zijn grijsbruin. De kop-romplengte bedraagt 140 tot 160 mm, de staartlengte 110 tot 120 mm, de achtervoetlengte 34 tot 36 mm, de oorlengte 15 tot 17 mm en het gewicht zo'n 135 g.
Zoals veel eekhoorns is de vijfstrepige palmeekhoorn een snelle, beweeglijke klimmer in bomen. In die bomen bouwt hij nesten van harde vegetatie. Hij eet fruit, zaden, insecten en door mensen uitgedeeld voer.
ٰ